# Thyez
Thyez é uma comuna francesa na região administrativa de Auvérnia-Ródano-Alpes, no departamento da Alta Saboia. Estende-se por uma área de 9.81 km². Em 2010 a comuna tinha 6 437 habitantes (densidade: 656,2 hab./km²).